# Storfallbergstjärnarna
Storfallbergstjärnarna är en sjö i Vindelns kommun i Västerbotten och ingår i Umeälvens huvudavrinningsområde. Vid provfiske har abborre och röding fångats i sjön.